# قوائم حسب البلد
هذه سلسلة من القوائم حسب البلد. تشمل القوائم موضوعات عامه ذات الصلة في البلدان ذات السيادة وتتضمن القائمة أيضا الدول ذات الاعتراف المحدود.

## الموضوعات

### المقالات الرئيسية
- قائمة الدول حسب التقسيمات الإدارية.

### أخرى
- قائمة رؤساء الدول والحكومات الحاليين.
- الانتخابات حسب البلد
- قوائم الأعلام
- قائمة مراكز الاستخبارات
- قائمة التشريعيات حسب البلد
- قائمة الجيوش حسب البلد
- قائمة الأناشيد الوطنية
- قوائم رؤوس الأموال
- قائمة الدساتير الوطنية
- شعار وطني
- قائمة الحكومات الوطنية
- قائمة الشعارات الوطنية
- قوائم شاغلي المناصب
- قائمة الأحزاب السياسية حسب الدولة
- قائمة الدول حسب نظام الحكم

## مواضيع مرتبة حسب البلد
- قوائم شركات الطيران
- قائمة الدول والتبعيات حسب المساحة
- قائمة المعارك (الجغرافية)
- قوائم الكاتدرائيات
- قوائم المقابر
- قوائم المدن حسب البلد
- قائمة مقالات التعليم حسب البلد
- قائمة توفر وسائل منع الحمل في حالات الطوارئ حسب البلد
- قوائم الجزر في العالم
- خرائط دول الوقت الحاضر وتبعياتها
- قائمة مترو حول العالم
- قائمة الحدائق الوطنية
- قوائم الصحف
- قائمة الحاصلين على جائزة نوبل حسب البلد
- قائمة الروائيين حسب الجنسية
- قائمة اللغات الرسمية
- قوائم الأشخاص حسب الجنسية
- قائمة الدول والتبعيات حسب عدد السكان
- دعارة حسب البلد
- النقل بالسكك الحديدية حسب البلد
- قائمة شركات السكك الحديدية
- قائمة الأديان حسب البلد
- قائمة المدارس حسب البلد
- قوائم الجامعات والكليات حسب الدولة
- مواقع التراث العالمية

## قوائم بالنسبة لمعظم البلدان
- قائمة الدول حسب العدد الإجمالي للقوات العسكرية
- معرض شعارات الدول
- قائمة رموز اتصال الدول
- معدل الطلاق
- نقل عاصمة
- قائمة الدول حسب مؤشر التنمية البشرية
- قائمة التصنيفات العالمية
- قائمة أعلى مستوى لنطاقات الإنترنت
- قائمة رموز بلدان اللجنة الأولمبية الدولية
- قائمة الدول حسب المعيار الدولي أيزو 3166-1
- الاستفتاءات حسب البلد
- مؤشر التطور الاجتماعي
- قوائم الدول ذات السيادة حسب السنة
- قائمة أطول الهياكل حسب البلد
- قائمة أعلى التصنيفات العالمية حسب البلد
- قائمة الدول الأعضاء في الأمم المتحدة
- جدول أنظمة التصويت حسب البلد
- قائمة أصول تسميات الدول

## أخرى
- الدول الأعضاء في الاتحاد الأوروبي
- دول سابقة في أوروبا بعد عام 1815
- نسبة الذكاء وثروات الشعوب
- الجدول الزمني للتغيرات الدول ورؤوس الأموال